# Okręty podwodne typu Havmanden (1911)
Okręty podwodne typu Havmanden – duńskie okręty podwodne z początku XX wieku. W latach 1911–1914 w stoczniach Whitehead & Co. w Fiume i Orlogsværftet w Kopenhadze zbudowano sześć okrętów tego typu. Jednostki weszły w skład Kongelige Danske Marine w latach 1912–1914, a z listy floty skreślono je w latach 1928–1932.

## Projekt i budowa
Pozyskany w 1909 roku z Włoch pierwszy duński okręt podwodny „Dykkeren” trapiły początkowo poważne problemy techniczne, wobec czego rząd Danii rozpoczął poszukiwania innego dostawcy jednostek tej klasy. W 1910 roku podpisano kontrakt z austro-węgierską stocznią Whitehead & Co. w Fiume na budowę okrętu podwodnego (późniejszego „Havmanden”) ulepszonego projektu Hay-Whitehead i pozyskanie planów tego typu w celu zbudowania na licencji drugiej jednostki w kraju. W 1911 roku zamówienie powiększone zostało o dwa okręty mające powstać w Fiume i dwa kolejne, które miała zbudować stocznia Orlogsværftet w Kopenhadze. Fundusze na jeden z budowanych w stoczni Whiteheada okrętów – „Triton” – zostały zebrane przez organizatorów zbiórki publicznej, a jego nazwa została zmieniona na „2den April” w celu upamiętnienia bitwy morskiej pod Kopenhagą. Konstrukcja okrętów typu Havmanden okazała się na tyle udana, że podczas I wojny światowej w Fiume zbudowano dla Kaiserliche und Königliche Kriegsmarine cztery ulepszone, podobne jednostki typu U-20 . W późniejszych latach jednostki typu Havmanden nazywano typem A.
Spośród sześciu okrętów typu Havmanden trzy zbudowane zostały w stoczni Whitehead & Co. w Fiume, a trzy w stoczni Orlogsværftet w Kopenhadze. Nieznana jest data położenia stępek, a zwodowane zostały w latach 1911–1914.
| Okręt        | Stocznia      | Wodowanie        | Wejście do służby | Los                                         |
| ------------ | ------------- | ---------------- | ----------------- | ------------------------------------------- |
| „Havmanden”  | Whitehead     | 23 grudnia 1911  | sierpień 1912     | wycofany 26 kwietnia 1928                   |
| „Havfruen”   | Orlogsværftet | 31 sierpnia 1912 | marzec 1913       | wycofany 3 maja 1932                        |
| „Thetis”     | Whitehead     | 19 czerwca 1912  | listopad 1912     | wycofany 26 kwietnia 1928                   |
| „2den April” | Whitehead     | 31 marca 1913    | wrzesień 1913     | wycofany 15 stycznia 1929, złomowany w 1932 |
| „Najaden”    | Orlogsværftet | 9 lipca 1913     | grudzień 1913     | wycofany 9 września 1931                    |
| „Nymfen”     | Orlogsværftet | 10 lutego 1914   | lipiec 1914       | wycofany 11 marca 1932                      |

## Dane taktyczno-techniczne

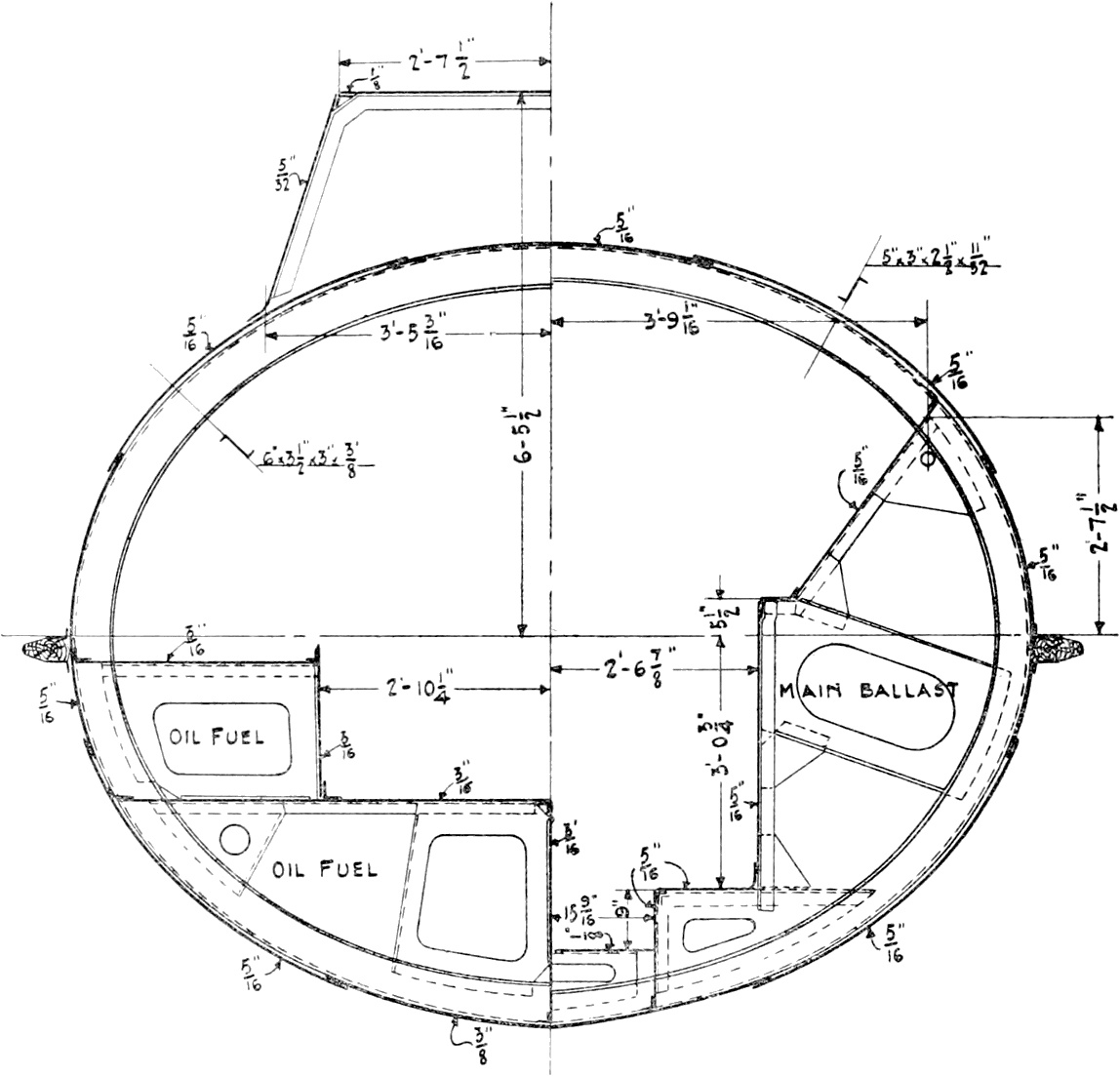
Przekrój śródokręcia okrętu typu Havmanden

Jednostki typu Havmanden były niewielkimi, przybrzeżnymi okrętami podwodnymi o konstrukcji jednokadłubowej. Długość całkowita wynosiła 38,9 metra, szerokość 3,6 metra i zanurzenie 2,3 metra. Wyporność normalna w położeniu nawodnym wynosiła 164 tony, a w zanurzeniu 204 tony. Okręty napędzane były na powierzchni przez jeden 6-cylindrowy dwusuwowy silnik wysokoprężny FIAT lub MAN o mocy 430–450 KM. Napęd podwodny zapewniały dwa silniki elektryczne o łącznej mocy 270–275 KM. Jeden wał napędowy obracający jedną śrubą umożliwiał osiągnięcie prędkości 13 węzłów na powierzchni i 10 węzłów w zanurzeniu. Zasięg wynosił 1400 Mm przy prędkości 10 węzłów w położeniu nawodnym oraz 23 Mm przy prędkości 8 węzłów w zanurzeniu.
Okręty wyposażone były w dwie stałe dziobowe wyrzutnie torped kalibru 450 mm, bez torped zapasowych .
Załoga pojedynczego okrętu składała się z 10 (później 14) oficerów, podoficerów i marynarzy.

## Służba
Okręty podwodne typu Havmanden zostały wcielone do służby w Kongelige Danske Marine w latach 1912–1914 . W 1917 roku uzbrojenie okrętów powiększyło się o karabin maszynowy kalibru 8 mm . Większą część służby jednostki spędziły w rezerwie. Okręty zostały wycofane ze służby w latach 1928–1932.